# Pont-et-Massène
Pont-et-Massène é uma comuna francesa na região administrativa da Borgonha-Franco-Condado, no departamento de Côte-d'Or. Estende-se por uma área de 6,23 km². Em 2010 a comuna tinha 187 habitantes (densidade: 30 hab./km²).